# Dureil

Dureil este o comună în departamentul Sarthe, Franța. În 2009 avea o populație de 68 de locuitori.